# Dariusz Dolański
Dariusz Sławomir Dolański (ur. 3 marca 1966 w Słubicach) – polski historyk, specjalizujący się w historii nowożytnej, historii kultury, historii historiografii; profesor nauk humanistycznych, nauczyciel akademicki, związany z Wyższą Szkołą Pedagogiczną w Zielonej Górze (od 2001 roku Uniwersytet Zielonogórski).

## Życiorys
Urodził się w 1966 w Słubicach, jednak dzieciństwo i wczesną młodość spędził w rodzinnej Cybince, gdzie ukończył szkołę podstawową w 1981 roku. Następnie kontynuował naukę w Liceum Ogólnokształcącym w Słubicach, które ukończył w 1985 roku, pomyślnie zdając egzamin maturalny. W latach 1985–1990 studiował historię w Wyższej Szkole Pedagogicznej im.Tadeusza Kotarbińskiego w Zielonej Górze, gdzie uzyskał tytuł magistra. 
Bezpośrednio po ukończeniu studiów został zatrudniony jako asystent na macierzystej uczelni w Instytucie Historii. W tym czasie licznie przebywał na stażach i stypendiach naukowych w: Holandii (1990), Czechosłowacji (1991), Niemczech (1994, 1997 i 2002). W międzyczasie w 1996 roku uzyskał na Uniwersytecie im. Adama Mickiewicza w Poznaniu stopień naukowy doktora nauk humanistycznych w zakresie historii na podstawie pracy pt. Reformacja w księstwie głogowskim, napisanej pod kierunkiem prof. Barbary Janiszewskiej-Mincer. Wraz z nowym tytułem otrzymał stanowisko adiunkta. W 2003 roku Rada Wydziału Humanistycznego Uniwersytetu Zielonogórskiego nadała mu stopień naukowy doktora habilitowanego nauk humanistycznych w zakresie historii o specjalności historia nowożytna na podstawie rozprawy nt. Zachód w polskiej myśli historycznej czasów saskich. Niedługo potem otrzymał także stanowisko profesora nadzwyczajnego oraz kierownika Zakładu Historii Nauki i Kultury. W latach 2005–2016 dyrektor Instytutu Historii UZ. 4 marca 2015 uzyskał tytuł naukowy profesora.

## Działalność naukowa
W kręgu zainteresowań naukowych Dariusza Dolańskiego znajdują się zagadnienia związane z szeroko pojętą historią nowożytną, historią kultury i historią historiografii. Zajmuje się on także problemami edukacji historycznej, dziedzictwa kulturowego i kształtowania się życia intelektualnego na Ziemiach Zachodnich po 1945 roku. Jest promotorem dwóch i recenzentem trzech prac doktorskich.
Jest członkiem wielu krajowych towarzystw naukowych, w tym: Lubuskiego Towarzystwa Naukowego, Polskiego Towarzystwa Badań nad Wiekiem Osiemnastym w Warszawie i Polskiego Towarzystwa Historycznego. Przez trzy kadencje był prezesem zielonogórskiego Oddziału Polskiego Towarzystwa Historycznego, a obecnie zasiada w jego władzach naczelnych. Publikuje w Polsce oraz w Niemczech. Jest członkiem komitetów redakcyjnych serii wydawniczych na Uniwersytecie Wrocławskim i Uniwersytecie im Mikołaja Kopernika w Toruniu. Brał udział w kilku projektach międzynarodowych, m.in. był uczestnikiem polsko-niemieckiego projektu "Zrozumieć historię – kształtować przyszłość" w wyniku którego powstały materiały pomocnicze do nauczania historii okresu 1933–1949 przeznaczone do polskich i niemieckich szkół pogranicza.
Obecnie jest członkiem sieci ENGLOBE finansowanej ze środków 7 Programu Ramowego, najbardziej prestiżowego funduszu naukowego Unii Europejskiej. Współpracuje z ośrodkami naukowymi z Niemiec, Francji, Hiszpanii, Portugalii, Wielkiej Brytanii, Irlandii oraz Turcji. Jest zastępcą redaktora naczelnego "Studiów Zielonogórskich", rocznika Muzeum Ziemi Lubuskiej, a także inicjatorem i współredaktorem rocznika "In Gremium". Laureat nagrody naukowej miasta Zielona Góra w 2003. Do 2009 był członkiem kapituły Lubuskiego Wawrzynu Naukowego.

## Wybrane publikacje
- Tadeusz Kuntze - malarz rodem z Zielonej Góry (1733-1793), Zielona Góra 1993.
- Zielona Góra do 1945 roku. Źródła i literatura, Zielona Góra 1994, redaktor.
- Matura z historii. Poradnik dla nauczyciela i ucznia, Zielona Góra 1995.
- Zachód w polskiej myśli historycznej czasów saskich. Nurt sarmacko-teologiczny, Zielona Góra 2002.
- 50 lat Polskiego Towarzystwa Historycznego w Zielonej Górze, Zielona Góra 2005.
- Religijność na polskich pograniczach w XVI-XVIII wieku, Zielona Góra 2005.
- Zrozumieć historię - kształtować przyszłość. Realizacyjne koncepcje nauczycieli, Wrocław 2008.
- Profesor Hieronim Szczegóła. W 80. rocznicę urodzin, Zielona Góra 2011.
- Zielonogórska droga do uniwersytetu, Zielona Góra 2012[6]